# Oriphatnus triangulifer
Oriphatnus triangulifer är en stekelart som först beskrevs av Morley 1919.  Oriphatnus triangulifer ingår i släktet Oriphatnus och familjen brokparasitsteklar. Inga underarter finns listade i Catalogue of Life.